# Lorenz Knöferl
Lorenz Knöferl (* 4. Mai 2003 in Dachau) ist ein deutscher Fußballspieler. 

## Laufbahn
Nachdem Knöferl beim TSV Hilgertshausen in seiner Heimatgemeinde mit dem Fußballspielen begonnen hatte, schloss er sich der JFG TaF Glonntal an. 2014 wechselte er in das Nachwuchsleistungszentrum des Zweitligisten TSV 1860 München. Dort durchlief er ab der U12 alle Juniorenmannschaften. 2017 war Knöferl Teil der drittplatzierten bayerischen Auswahl beim U15-Länderpokal des DFB. Er kam in allen vier Spielen zum Einsatz und schoss zwei Tore. Im August 2018 wurde Knöferl, der Kylian Mbappé als Vorbild angibt, erstmals zu einem Lehrgang beim DFB eingeladen, im Lauf des Jahres folgten zwei weitere Einladungen. Im Rahmen dieser Lehrgänge bestritt er gegen Österreich und zweimal gegen Tschechien drei Spiele für die U16-Nationalmannschaft.
2019 erlangte der Alberzeller an der Walter-Klingenbeck-Schule die Mittlere Reife und begann später eine Ausbildung zum Bürokaufmann in der Geschäftsstelle des TSV 1860. 2019/20 dominierte die U17 der Löwen die U17-Bayernliga, bis zum Abbruch aufgrund der COVID-19-Pandemie hatte Knöferl mit der Mannschaft alle 16 Spiele gewonnen.
Im Sommer 2020 wurde der Stürmer von Trainer Michael Köllner in den Drittligakader berufen. Im Gegensatz zu anderen Junglöwen wie Johann Ngounou Djayo oder Matthew Durrans kam er allerdings vorerst nicht zum Einsatz. Erst musste er sich aufgrund mehrerer Coronafälle in der U19 in Quarantäne begeben, dann beschloss die sportliche Führung der Sechzger, dass sich Knöferl zunächst auf seine Ausbildung konzentrieren und in der U19 spielen sollte. In vier von acht Spielen kam er in der U19-Bayernliga zum Einsatz, bis auch die Spielzeit 2020/21 aufgrund der COVID-19-Pandemie unterbrochen wurde. Danach rückte der Angreifer schließlich in den Trainingskader des Drittligisten auf. Am 12. Dezember gehörte Knöferl erstmals bei einem Spiel dem Drittligakader an, nachdem zuvor der Vertrag des Mittelstürmers Martin Pusic aufgelöst worden war und Offensivspieler Ngounou Djayo verletzungsbedingt ausfiel. Er kam beim Heimsieg über den SV Waldhof Mannheim auch zu seinem ersten Einsatz im Profifußball, als er in der Schlussphase eingewechselt wurde. „Lenzi“ Knöferl ist dadurch nach Lars Bender der zweitjüngste Spieler, der jemals für die Münchner Löwen in einem Profispiel zum Einsatz kam.
Am 18. Dezember traf Knöferl zum 2:2-Endstand gegen den SV Wehen Wiesbaden. Mit seinem Debüttreffer wurde er zum jüngsten Torschützen der Profifußballgeschichte des TSV 1860 München und nach David Alaba, Jamal Musiala und Max Christiansen zum viertjüngsten Torschützen der 3. Liga.
Ende Januar 2023 wurde er an den Regionalligisten FC Carl Zeiss Jena ausgeliehen. Dort kam er vor allem als Einwechselspieler zum Einsatz und absolvierte 13 Ligaspiele. Im Sommer 2023 endete die Leihe und Knöferl kehrte zu den Löwen zurück. Hier kam er jedoch nicht mehr zum Einsatz und wechselte in der Winterpause zum TSV Landsberg in die Bayernliga. Nachdem er in Landsberg die Rückrunde absolviert hatte, wechselte Knöferl zur neuen Saison zu Türkgücü München in die Regionalliga Bayern, bereits im Januar 2025 zog er zum in der Landesliga Bayern spielenden TSV Dachau 1865 weiter.